# Parc national de Risnjak
Le parc national de Risnjak est un parc national croate. Il est situé dans les Gorski Kotar, la région la plus montagneuse et boisée du pays, environ à 15 kilomètres de la mer Adriatique à l'intérieur des terres. Le parc couvre une superficie de 63,5 km2, incluant les zones centrales des massifs de Risnjak et Snežnik et la source de la rivière Kupa. Les locaux de travail et d'accueil du public sont situés à Crni Lug, un village sur le secteur est du parc.

## Étymologie
Le nom du massif vient probablement du nom croate signifiant lynx, ris. Une autre interprétation suggère que le nom vient du vocable local risje, qui désigne un type d'herbe.

## Histoire
La première expédition scientifique dans le massif fut réalisée en 1825 par le botaniste budapestois Joseph Standler. Plusieurs autres botanistes ont parcouru le massif à sa suite. Le plus célèbre explorateur du XIXe siècle du Risnjak était le botaniste Josip Schlosser qui écrivit de nombreuses publications à propos de Risjnak et sa flore. La première expédition d'alpinisme fut organisée par le club alpin de Rijeka et le premier refuge de montagne dans ce secteur fut construit en 1932.
En 1949, le botaniste Ivo Horvat suggérait pour la première fois que le secteur autour du Risnjak devrait être protégé. Sur son conseil, le parlement de la république socialiste de Croatie alors en place décida de classer 36 km2 autour du Risnjak en parc national. En 1956 la superficie du parc fut réduite à 30,14 km2, dont 21,06 km2 furent placés sous protection stricte. Finalement, en 1997, le parlement croate décida par vote d'élargir le parc à sa taille actuelle. Les secteurs de Snežnik et de la source de la Kupa furent ajoutés au parc, ainsi que, pour la première fois, les secteurs habités des villages de Razloge, Razloški Okrug et Krašćevica.

## Géographie
Le parc est entièrement inclus dans le comitat de Primorje-Gorski kotar, et est réparti entre les villes de Čabar, Delnice et Jelenje. Le point culminant du parc est le Veliki Risnjak (1 528 m) et le point le plus bas se situe autour de la source de la Kupa (313 m). Le massif est situé sur la partie nord des Alpes dinariques, sur la ligne de partage des eaux des bassins versants de l'Adriatique et de la mer Noire.
Comme la majorité des Alpes dinariques, le parc est essentiellement constitué de roches calcaires et dolomitiques et possèdent les grandes caractéristiques du karst : lapiazs, roches érodées, dolines, avens, ponors, grottes. Du fait de la grande porosité du calcaire, il y a très peu de cours d'eau de surface.

### Climat
Bien que le Risnjak n'ait qu'une altitude modeste, il constitue néanmoins une frontière climatique et végétale très nette entre les parties continentales et costales de la Croatie. Les caractéristiques climatiques de l'Adriatique et du continent se rencontrent sur ce secteur et jouent un rôle significatif dans la détermination du climat du parc. Les étés y sont chauds avec une température moyenne de 22 °C ; le printemps et l'automne sont pluvieux, et l'hiver est long et enneigé. La température moyenne annuelle au refuge du Risnjak est de 2,5 °C avec des précipitations annuelles de 3 600 mm, parmi les plus importantes du pays, et une épaisseur de neige moyenne variant entre 122 et 448 cm.
Les secteurs dans le parc appelés ponikvas sont sous l'effet d'un microclimat où, du fait d'inversions de température, les endroits plus bas sont plus froids que les endroits situés plus en altitude. Dans les ponikvas la neige d'hiver se maintient bien plus longtemps qu'ailleurs dans le parc.

## Patrimoine naturel

### Flore
Bien que le parc occupe une superficie relativement faible, il abrite une végétation très diversifiée. Il constitue une zone de rencontre entre les végétations continentales et costales, et combine également les flores Dinariques et Alpines. Cette juxtaposition d'écosystèmes permet une grande variété floristique.
La plus grande partie du parc est couverte par un mélange de hêtre et de sapin se développant sur calcaire et dolomite. De nombreuses variations caractérisant des microclimats locaux et des types de sol peuvent se rencontrer. La hêtraie-sapinière se retrouve ainsi en mélange avec l'érable, l'orme, le frêne et l'if. Plus en altitude, à partir de 1 200-1 400 m, la hêtraie-sapinière cède progressivement sa place à une forêt subalpine.
La bordure supérieure de cet écosystème est marquée par un taillis impénétrable d'arbustes formant une association végétale unique désignée en phytosociologie par Fagelatum croaticum subalpinum fruticosu. Au-dessus de la forêt subalpine croît le dernier écosystème forestier d'altitude dominé par des pins rabougris.
Le mont rocheux de Risnjak est caractérisé par une flore particulièrement intéressante. La montagne abrite une diversité d'espèces rares et parfois menacées comme l'Edelweiss, la Nigritelle noire, Soldanelle des Alpes, la Dryade à huit pétales.

### Faune
La faune du parc est au moins aussi diversifiée que sa flore. Il accueille plusieurs mammifères tels que l'ours brun, le cerf, le chevreuil, le chamois, le loup, le blaireau européen, le sanglier, et plusieurs mustélidés. L'animal le plus important du secteur était le lynx, d'où Risnjak tire son nom, mais il fut exterminé durant le XIXe siècle et est seulement de retour dans le massif depuis trois décennies[réf. souhaitée]. Il y a également plusieurs espèces d'oiseaux dont des Tétraonidés comme le Grand Tétras.

## Points d'intérêts

### Risnjak
Le Veliki Risnjak est le sommet le plus haut du parc (1 528 m), et le deuxième plus haut dans les Gorski kotar après le Bjelolasica. Sur sa face méridionale se trouve le refuge de montagne « Šloserov dom », nommé d'après le Dr. Josip Schlosser Klekovski, botaniste et premier président de la Société d'alpinisme Croate. Le pic n'est accessible qu'à pied, à partir de Crni Lug (trois heures de marche) ou à partir d'une route sans revêtement débutant à Gornje Jelenje (une heure).

### Snežnik
Le Snežnik est le second pic le plus haut du parc (1 506 m). Son nom provient du mot croate désignant la neige snijeg. La montagne ne doit pas être confondue avec le Snežnik, un pic situé à 20 km au nord-ouest en Slovénie. À son sommet se trouve le refuge de montagne nommé « Albaharijev dom ». Il est situé à environ une heure et demie de marche de la station de ski de Platak et est très fréquenté par les skieurs de la station.

### Guslica
Le Guslica est un sommet situé à environ une heure de marche du Snežnik, à une altitude de 1 490 m. Il abrite un ancien complexe de l'Armée populaire yougoslave. Depuis le départ de l'armée en 1991 tout le secteur est laissé à l'abandon, donnant à l'ensemble l'apparence d'une ville fantôme. Il y a eu des propositions de rénovation du complexe en refuge de montagne, mais ce projet n'a pas été réalisé.

### Sentier pédagogique de Leska
Ce sentier fut créé par l'administration du parc en 1993. C'est un chemin circulaire de 4,5 km de long, qui débute et s'achève au centre d'accueil des visiteurs de Crni Lug. Le sentier traverse des zones de végétation diverses et plusieurs caractéristiques karstiques.

### Source de la Kupa
La rivière Kupa prend sa source au point le plus bas du parc, dans une dépression ovale d'environ 50 mètres de large qui fut explorée à de nombreuses reprises afin d'en déterminer la profondeur. Les recherches effectuées jusqu'ici montrent que les eaux proviennent de deux canaux distincts. Le canal le plus étroit est profond de 86 mètres, contre 57 mètres pour le plus large. On peut se rendre à la source en une demi-heure de marche à partir du village de Razloge.

## Galerie

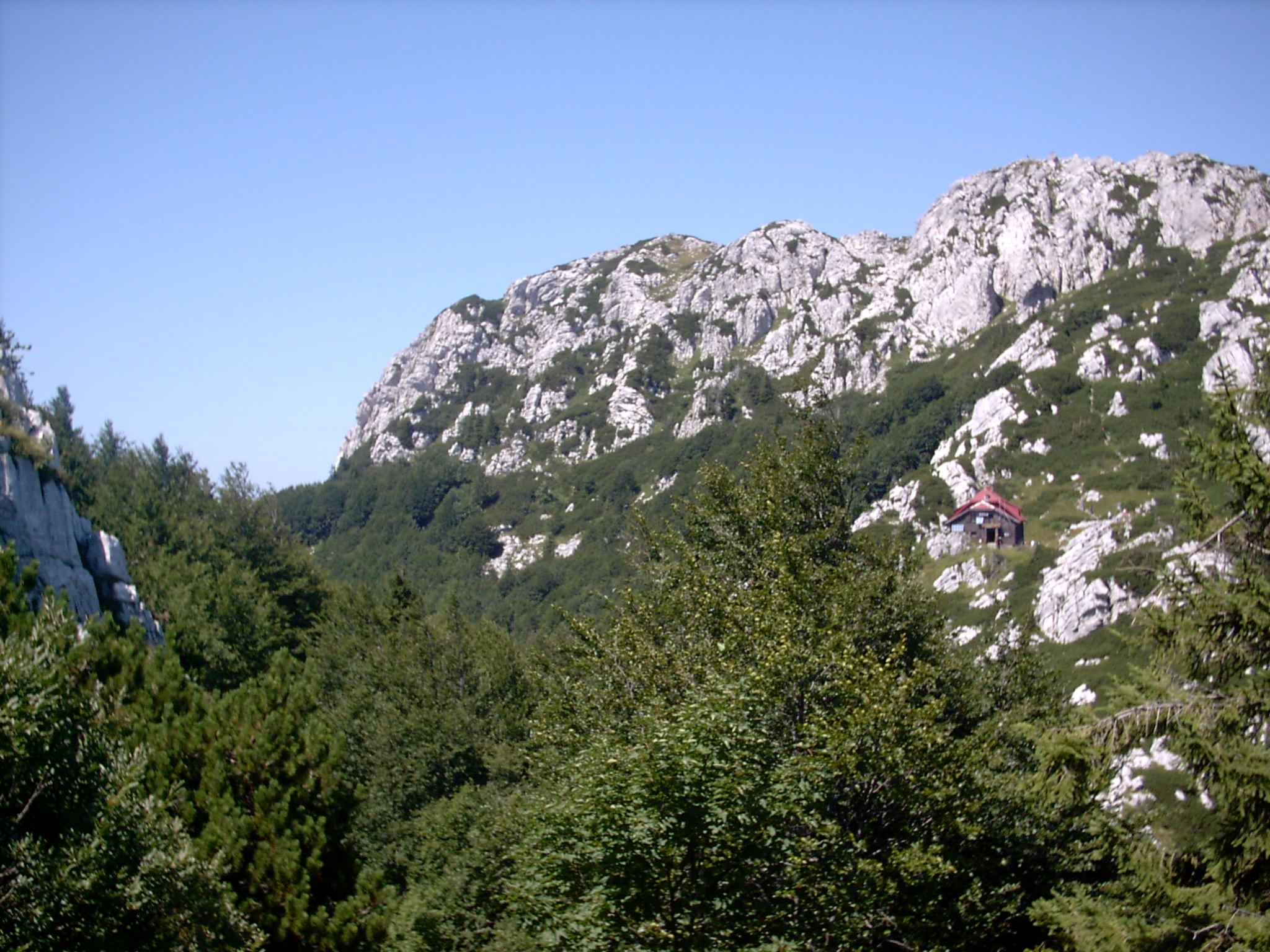
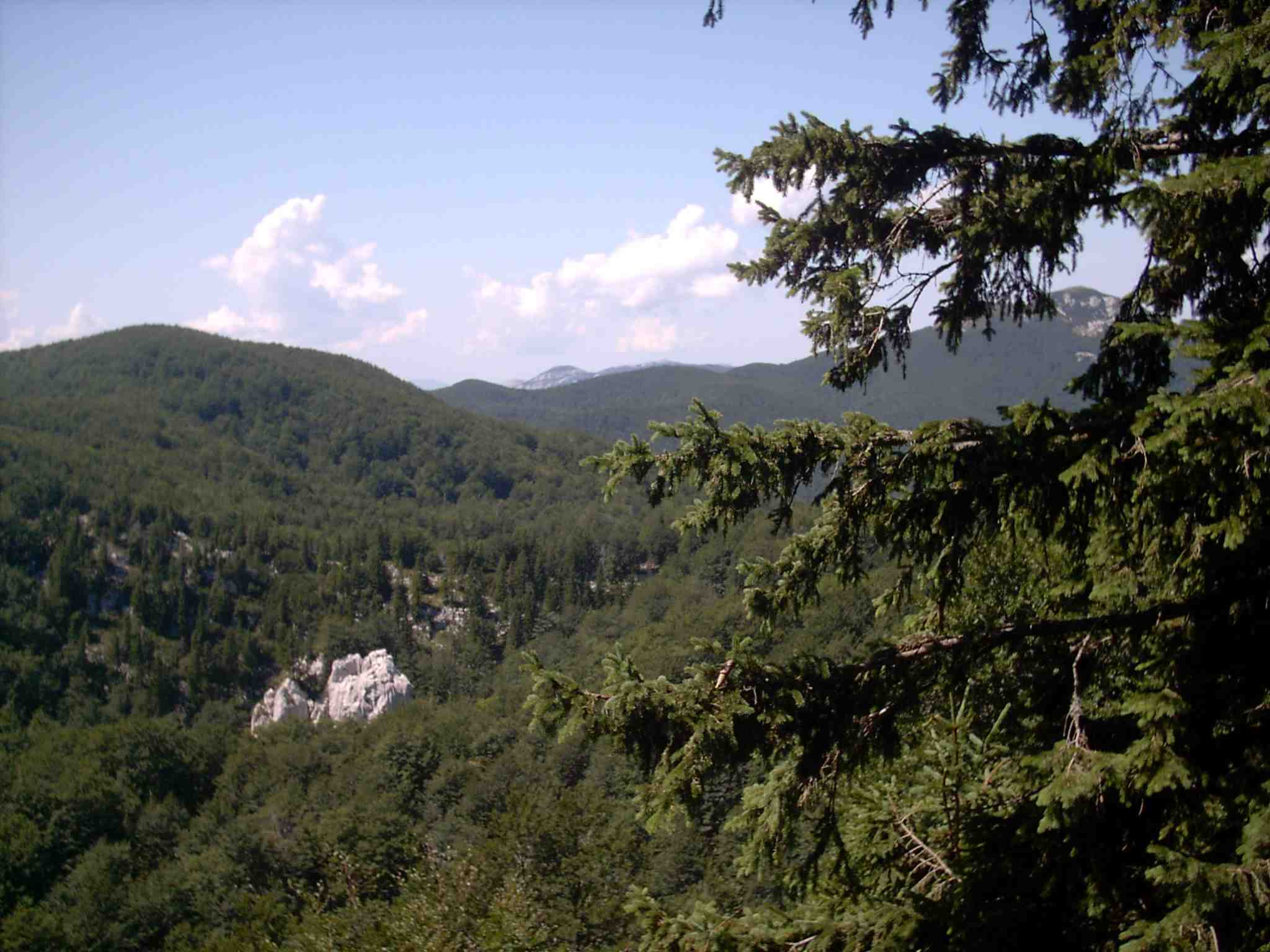
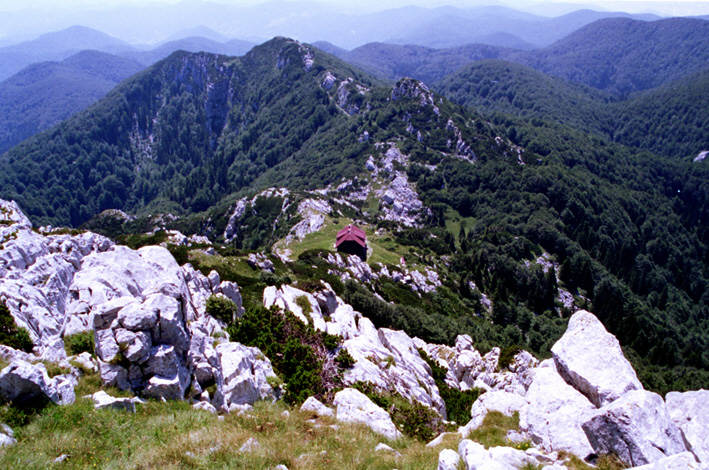
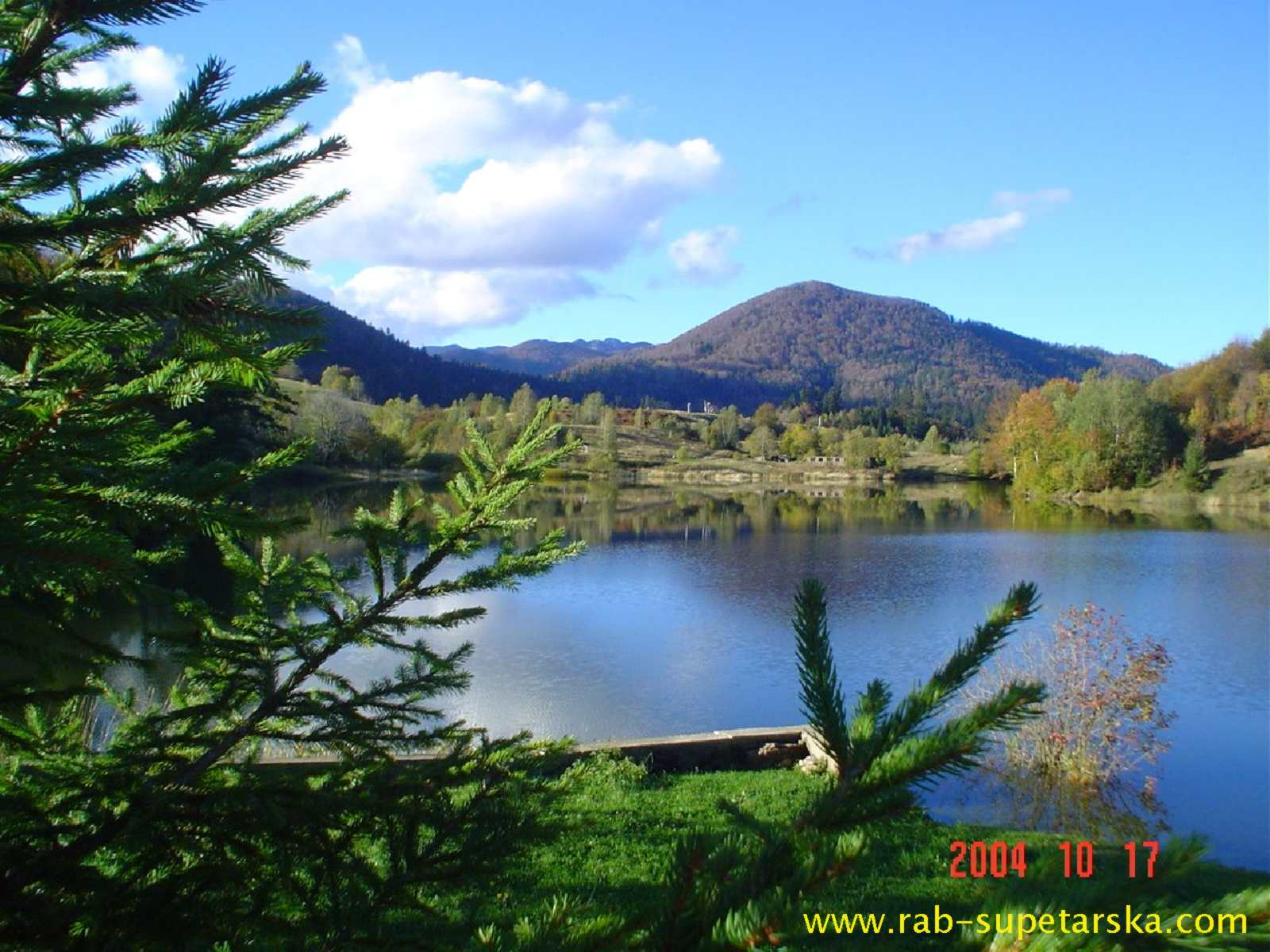
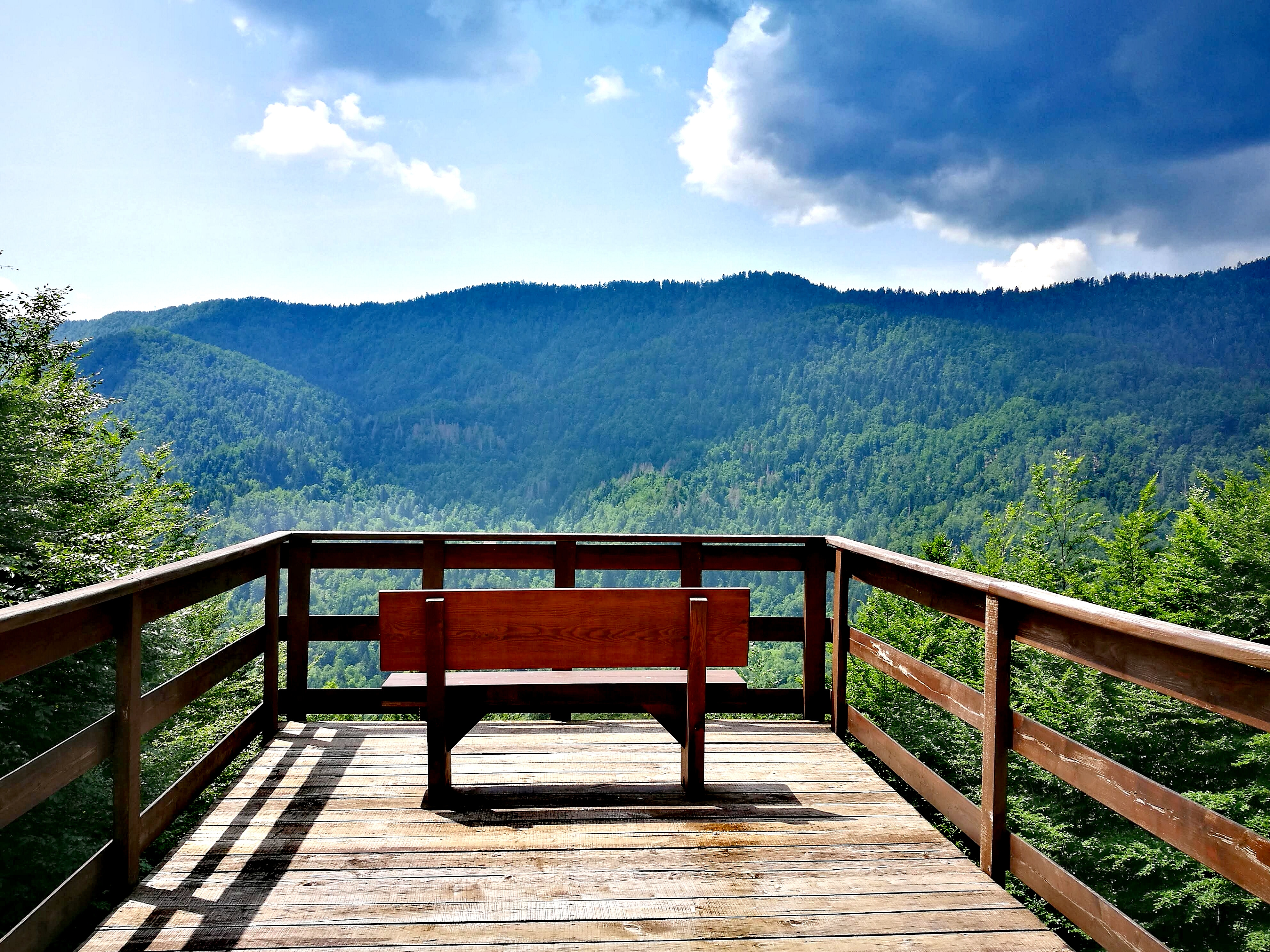

### Sources de l'article
- (hr) Site officiel du parc

- (en) Cet article est partiellement ou en totalité issu de l’article de Wikipédia en anglais intitulé « Risnjak National Park » (voir la liste des auteurs).